# Wiosna, lato, jesień, zima... i wiosna
Wiosna, lato, jesień, zima... i wiosna (oryg. Bom yeoreum gaeul gyeoul geurigo bom; hangul: 봄여름가을겨울그리고봄) − film koreański z 2003 roku, opowiadający historię życia buddyjskiego mnicha – poczynając od dzieciństwa po starość. Akcja toczy się w klasztorze, położonym, na jeziornej wyspie, w dziewiczym lesie.

## Fabuła
Głównymi bohaterami tego filmu są dwaj buddyjscy mnisi, którzy wiodą ciche życie na odludziu, w małej świątyni. Młodszy dopiero wchodzi w życie, stopniowo poznaje prawdy związane z wielowiekową kulturą. Drugi z nich to starzec - duchowy nauczyciel swego towarzysza. Pełen młodzieńczych namiętności uczeń nie zawsze będzie zgadzał się z surowymi zasadami swego mistrza... Film jest podzielony na pięć części - pór roku. Ich przemijanie symbolizuje życie człowieka w całej swej intensywności: od narodzin po śmierć, od miłości po cierpienie. Tłem całej opowieści jest przepięknie sfotografowana, uduchowiona przyroda.

## Obsada
- Kim Ki-duk − dorosły mnich
- O Yeong-su − stary mnich
- Kim Young-min − młodszy mnich
- Seo Jae-kyeong − chłopiec-mnich
- Ha Yeo-jin − dziewczyna
- Kim Jong-ho − dziecko-mnich
- Kim Jung-young − matka dziewczyny
- Ji Dae-han − deketyw Ji
- Choi Min − detektyw Choi
- Park Ji-a − matka
- Song Min-young − dziecko

## Nagrody
Film był nominowany m.in. do Europejskiej Nagrody Filmowej, Złotej Satelity oraz Złotej Żaby.